# Great Bowden
 (octobre 2023).
Pour les articles homonymes, voir Bowden.
Great Bowden est une paroisse civile et un village du Leicestershire, en Angleterre.